# Тихо Браге (пилотируемая капсула)

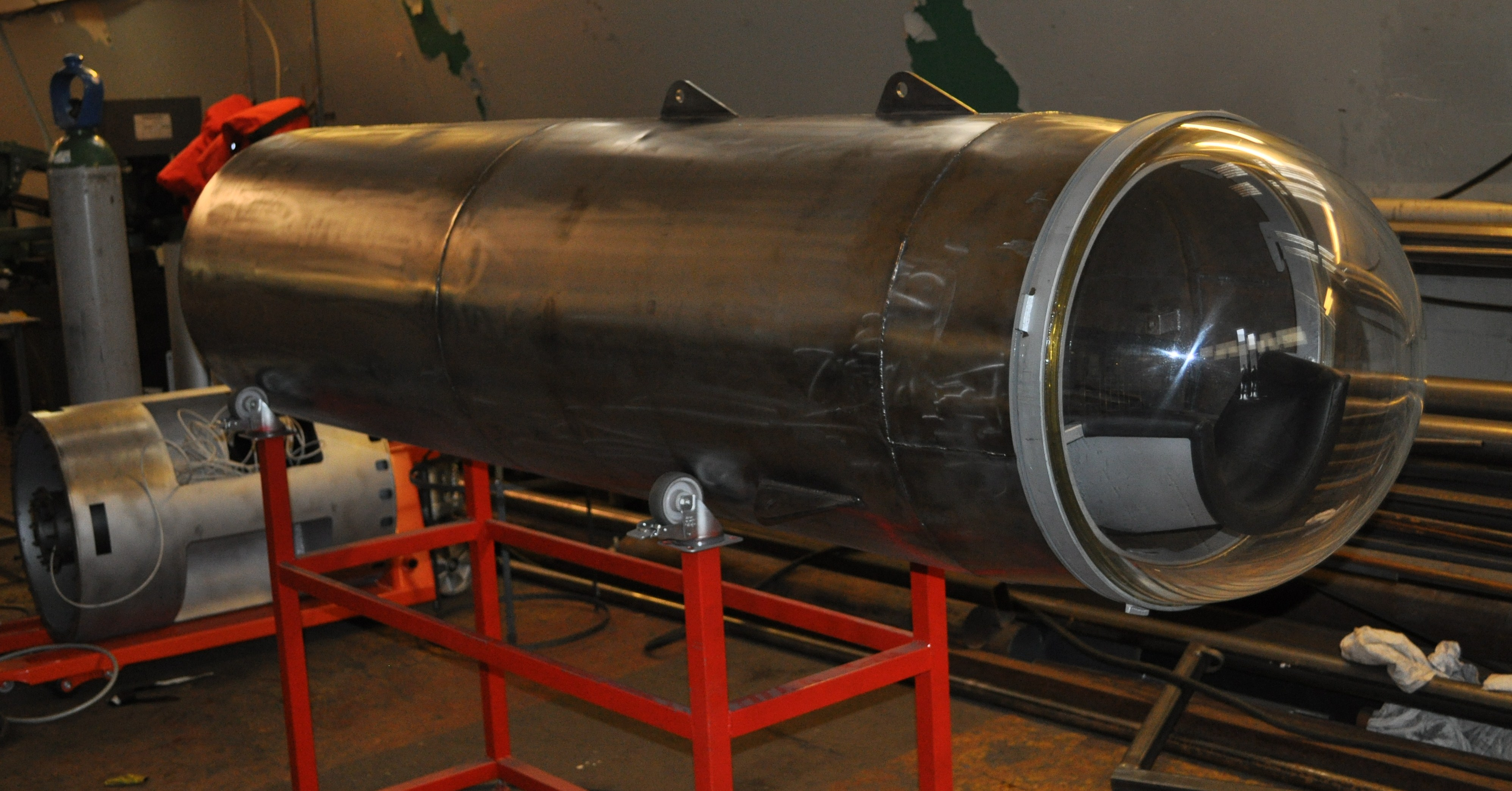
пилотируемая капсула Тихо Браге

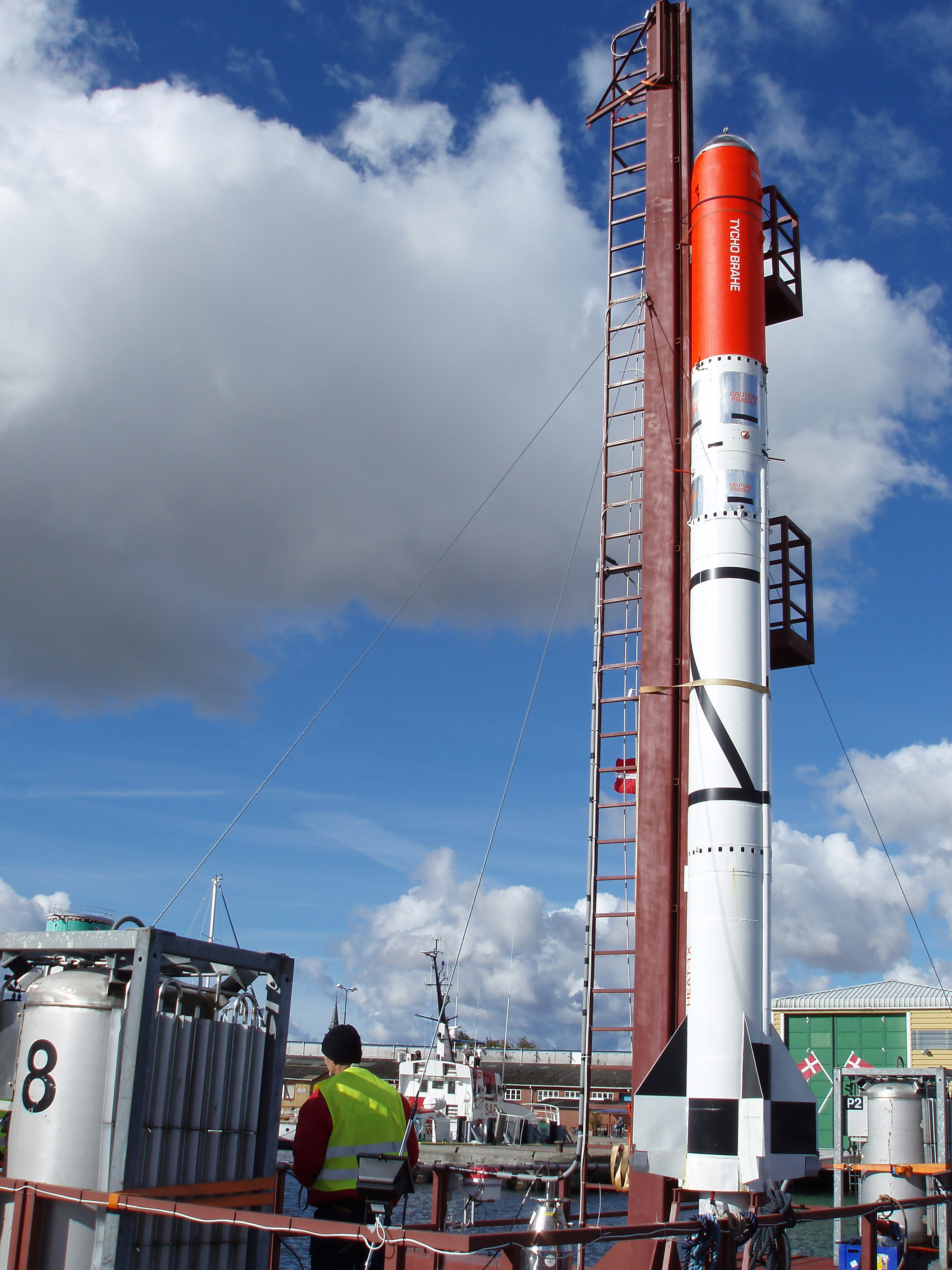
Tycho Brahe с ракетой Heat 1X

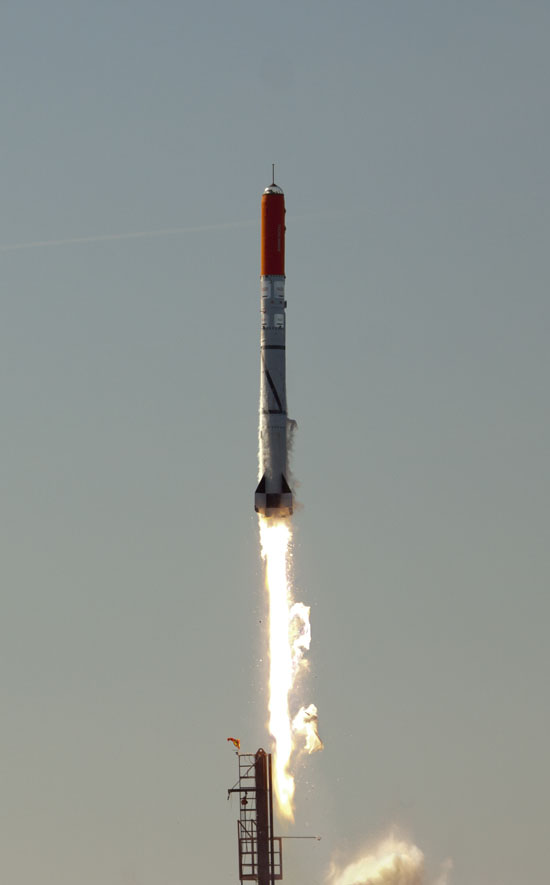
Tycho Brahe с ракетой Heat 1X — lift-off

Tycho Brahe — пилотируемая капсула для суборбитальных (около 100 км) полетов. Запуск производится ракетой-носителем HEAT-1X (сокр. англ. Hybrid Exo Atmospheric Transporter — гибридный внеатмосферный перевозчик). Система разрабатывается в рамках частного проекта Copenhagen Suborbitals (Дания).
Авторы: Кристиан фон Бенгтсон и Петер Мадсен.
Проект полностью негосударственный и финансируется за счет спонсоров и частных взносов. На сборку ракеты ушло более двух лет. В разработке участвуют 19 человек. При создании ракеты и капсулы использовались наработки NASA, находящиеся в открытом доступе.

## Первый старт
Капсула Tycho Brahe-1, названная в честь датского астронома Тихо Браге, взлетит с морской платформы Sputnik.
Изначально старт должен был состояться 5 сентября 2010 года в Балтийском море. Но по предварительным данным не сработал клапан, отвечающий за подачу жидкого кислорода: для нормальной работы он должен был обогреваться обычным бытовым феном, но двигатель фена замерз сам. Кислород был слит, а старт отложен до исправления поломки.
3 июня 2011 состоялся первый частично успешный запуск ракеты HEAT-1X. Старт состоялся со второй попытки после решения проблем с зажиганием.
Стартовым столом была морская платформа Sputnik, установленная на частной подводной лодке Петера Мадсена.
В качестве астронавта на борту был размещен манекен.
Была достигнута высота в 2.6 км. Затем должен был раскрыться парашют, но он запутался и аппарат ударился о воду. Затонул на глубине 80 м в Балтийском море.

## Характеристики
- Масса — 1.5 т
- Высота — 9 м
- Расчетная высота подъёма над землёй — 10-30 км

## Перспективы
При последующих стартах астронавт будет занимать положение стоя, прислонившись к опоре и сможет управлять кислородной маской, выходным люком, а также вносить коррективы в программу полёта (с помощью двигателей малой тяги можно вращать капсулу в продольной оси для увеличения кругозора). При достижении суборбитальной высоты в 100—110 км аппарат начнёт снижаться. При успешном полете, Дания станет первой страной Европы, где будет осуществлен частный суборбитальный полет.